# Канлифф, Барри
Сэр Баррингтон Виндзор «Барри» Канлифф (англ. Barrington Windsor "Barry" Cunliffe; род. 10 декабря 1939 года) — британский археолог, специалист по археологии Атлантической Европы железного века (прежде всего кельтского мира) и древнего Рима. Профессор европейской археологии Оксфордского университета (1972—2007, эмерит). Рыцарь с 2006 года.

## Биография

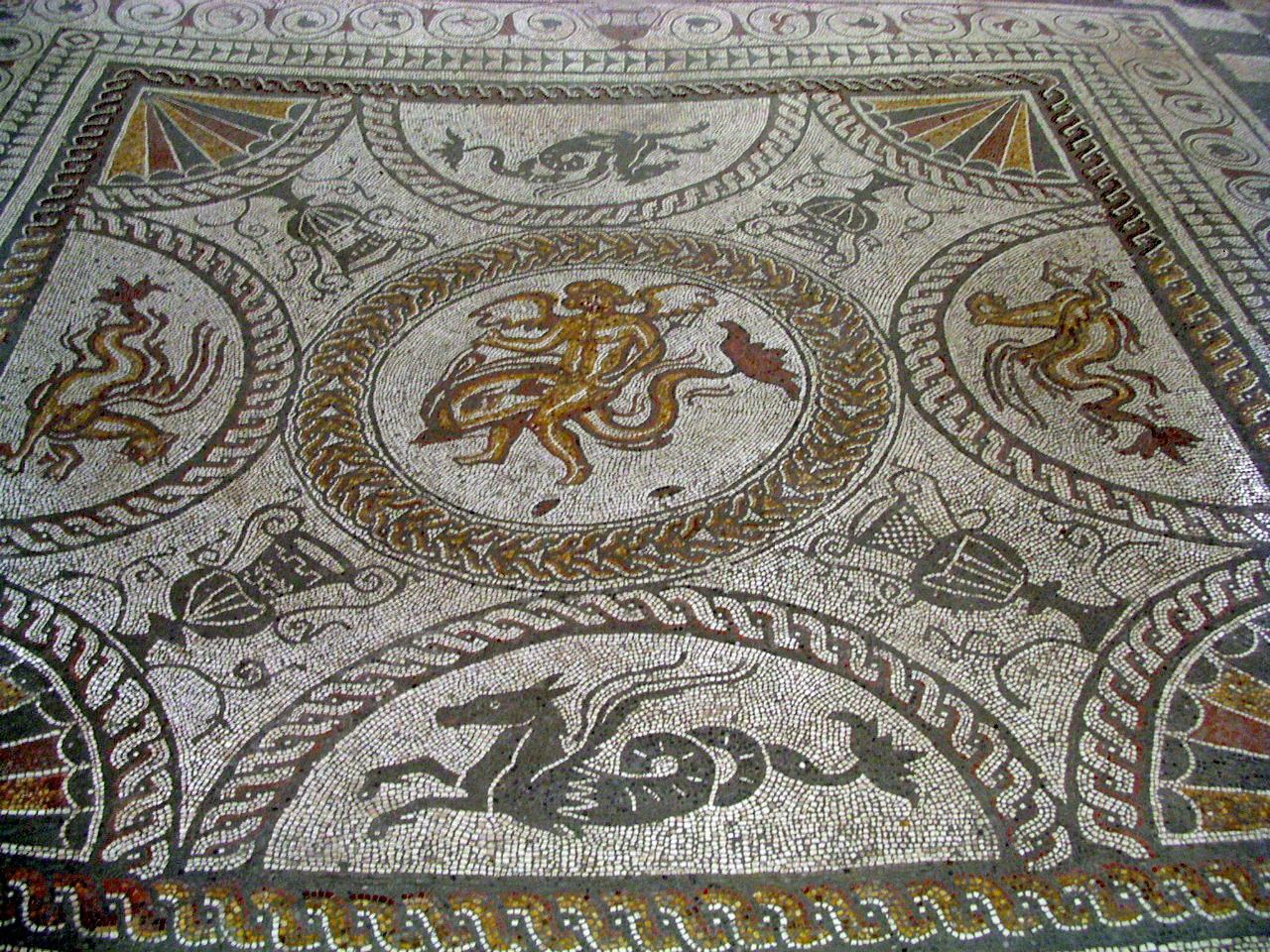
Мозаика в виде дельфина, обнаруженная археологами Канлиффа в римском дворце в Фишборне

Интерес к археологии проснулся у Барри Канлиффа в возрасте 9 лет, когда он обнаружил римские руины на ферме своего дяди в Сомерсете. Получил высшее образование в Портсмутской северной грамматической школе (ныне Школа Мэйфилда), преподавал археологию и антропологию в Кембриджском университете, затем стал преподавателем Бристольского университета в 1963 году. С того же времени активно участвовал в программе изучения и раскопок римских руин близлежащего города Бат.
В 1966 году стал необычно молодым профессором на новообразованном факультете археологии Саутгемптонского университета. Затем участвовал в раскопках римского дворца в деревне Фишборн, Сассексе (1961-1968). С 1969 и по 1988 год участвовал в длительных летних раскопках укреплённого поселения на холма железного века в деревне Дейнбери, графство Хэмпшир, позднее участвовал в программе по изучению окрестностей Дейнбери (Danebury Environs Programme, 1989-95).
Взгляды.
В начале XXI в. опубликовал ряд фундаментальных обзорных трудов по доисторической эпохе Европы. Будучи сторонником анатолийской гипотезы, Канлифф высказывался в пользу удревнения датировки появления кельтов в Европе, отождествляя их, в частности, с культурами атлантического бронзового века.

## Избранный список работ
- Fishbourne: A Roman Palace and Its Garden (1971)
- Iron Age Communities in Britain (1974) ISBN 0-7100-8725-X (4th edition, Jan 2005)
- Danebury: Anatomy of an Iron Age Hillfort (1983)
- Roman Bath Discovered (1984)
- The Celtic World (1987)
- Greeks, Romans and Barbarians (1988)
- Wessex to AD 1000 (1993)
- The Ancient Celts (1997) ISBN 0-14-025422-6
- Facing the Ocean: The Atlantic and Its Peoples, 8000 BC to AD 1500 (2001, Oxford University Press)
- The Oxford Illustrated History of Prehistoric Europe (2001)
- The Extraordinary Voyage of Pytheas the Greek: The Man Who Discovered Britain (2001), Walker & Co; ISBN 0-8027-1393-9 (2002 Penguin ed. with new post-script: ISBN 0-14-200254-2)
- England’s Landscape: The West (English Heritage 2006)
- Europe Between the Oceans: 9000 BC-AD 1000 (Yale University Press, 2008) ISBN 0300119232